# コスラエ州
座標: 北緯5度19分 東経162度59分 / 北緯5.317度 東経162.983度

旗

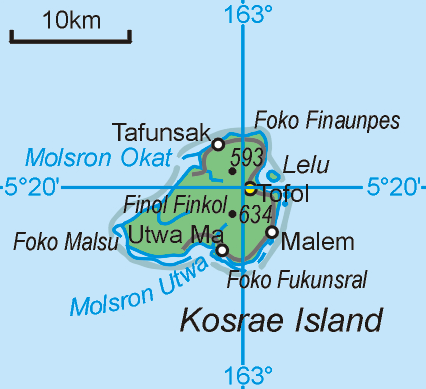
コスラエ州（コスラエ島）

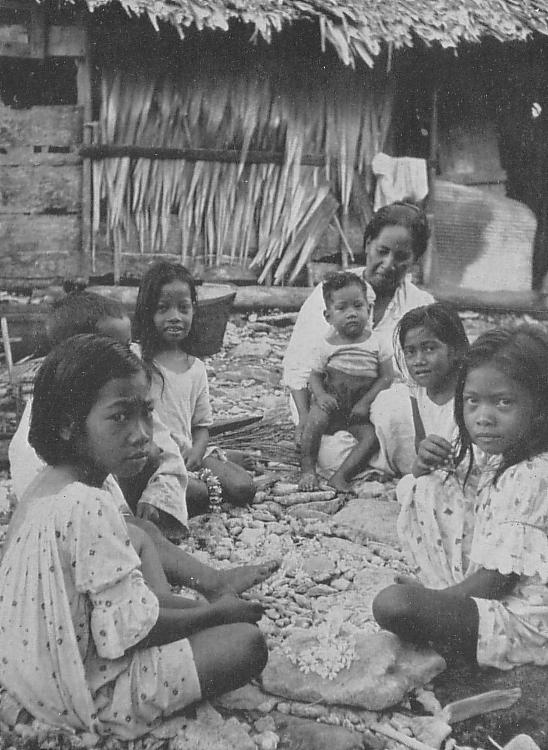
日本統治時代のコスラエ人

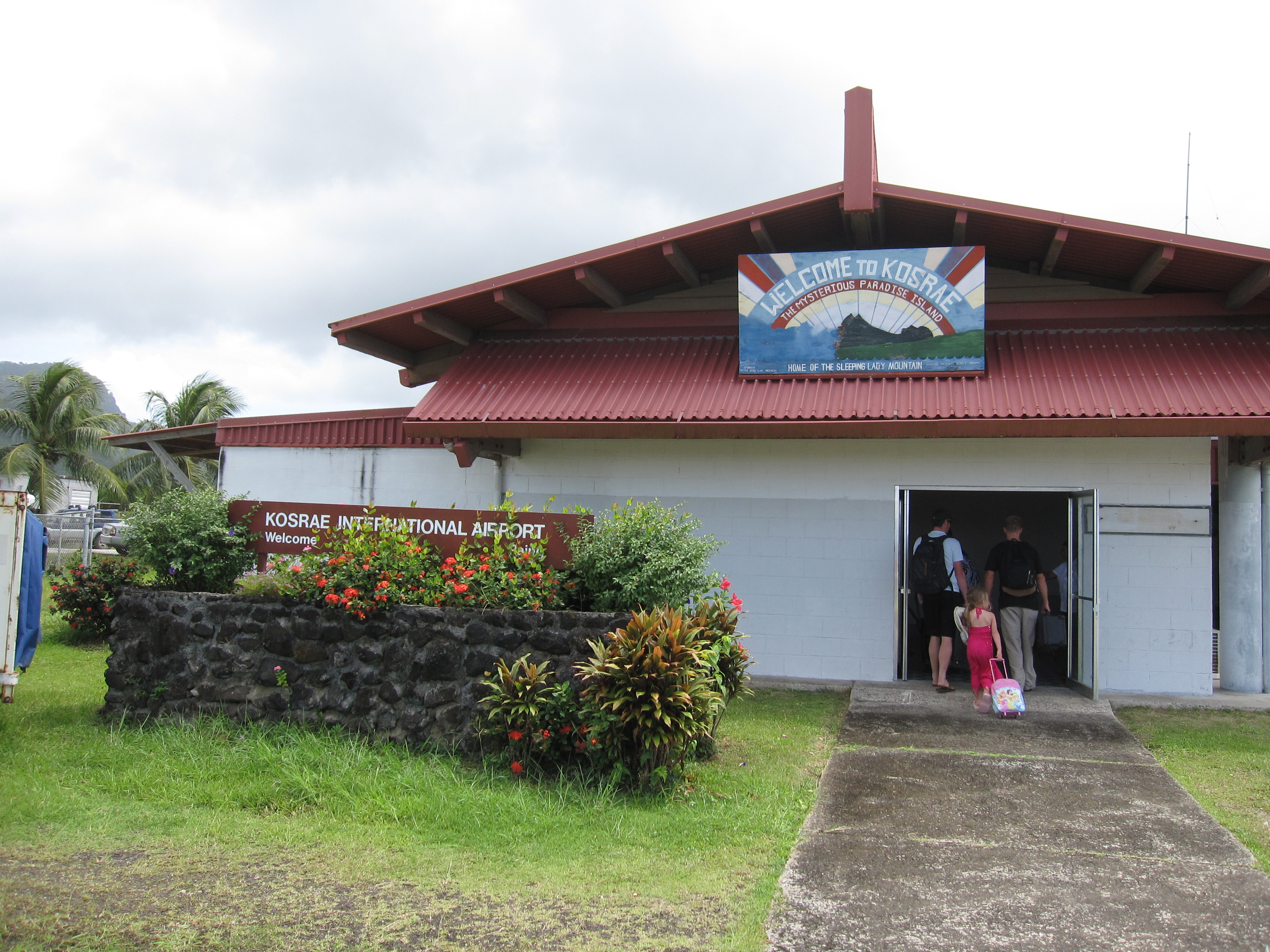
コスラエ国際空港

コスラエ州（Kosrae, /koʊˈʃaɪ/）は、ミクロネシア連邦の4州（ヤップ州、チューク州、ポンペイ州、コスラエ州）のひとつ。他の州と異なり、コスラエ島（旧称：クサイ島）とその属島のみで1つの州をなす。

## 概要
タフンサック、レラ、マレム、ウトエの4行政単位に分かれている。タフンサックの中には陸路からは行けないワラン村、レラのなかには州都のトフォール村、考古遺跡のレラ遺跡も含まれる。有人島のレラ島とは、現在は「コーズウェイ」と呼ばれる道路でつながっている。島の外周に自動車が通れる舗装道路があるが、周囲の4分の3程度しかなく、道路のないワラン村へ行くには海路しかない。
日本の委任統治下で近代的な電気や水道、学校や病院などのインフラストラクチャーの充実が進んだ。
第二次世界大戦では、日本軍の守備隊が駐留して連合国軍と対峙。終戦までの戦没者は陸軍、海軍合わせて438人を数えた。1945年（昭和20年）9月8日、守備隊が降伏文書に調印して名実ともに戦闘が終了。残存した日本軍4073人は、同年12月までに内地へ復員を果たした。
戦後はアメリカの統治下で停滞し、1998年にデング熱が流行した。島には州立の病院が一軒のみ存在するが、医療レベルは低く、病院内の衛生状態も悪い。一般的には疫病は皆無である。
島の内部にはジャングルが広がり、人は海岸沿いに住んでいる。年間を通じて25 - 32℃程度の気温である。周辺に比べ海水温が高く、海の透明度が高い。そのため海中風景は楽しめるが、大物を見るためのダイビングにはあまり適さない。ネムリブカやスティングレイ、バラクーダの群れは、ときどき見ることができる。ジンベイザメは一度だけ現れた報告がある。

## 宗教
プロテスタント系の一派が、ほぼ全島民の信仰を集める。信仰心は高く、日曜日は安息日として海に入ること、仕事、魚釣りなどが禁じられており、観光客が知らずに遊んでいると、住民に怒られる。家庭では料理もしないのが普通で、前日に作り置いたココナッツスープで煮込んだお粥を食す。コスラエ人が営業する店は、毎週日曜日が休みである。オーストラリア人やアメリカ人が経営するホテルのレストランは日曜日も営業しているが、ビールなどの酒類は購入できない。
住民は日曜に教会へ集まり、礼拝する。賛美歌を通して合唱の文化が育っており、知らない歌もすぐに合唱する。クリスマスには各地の教会でマーチが行われ、「1組」「2組」など、日本統治時代の「隣組」に分かれて組ごとに競い合う。
宗教上の地位が、社会的な地位を上回ることもあり、宗派の戒律である「酒を飲まない・たばこを吸わない」ことが上に立つものの条件とされる。

## 民族・言語
英語とコスラエ語が通用する。高齢男性のなかには流暢な日本語を話す人も少なくないが、その人数は徐々に減少している。太平洋戦争後はアメリカ合衆国の統治下にあり、高校における授業は英語で行われるのが建前であるが、生活言語がほぼコスラエ語であるために、コスラエ語で授業が行われていることが多い。